# Desigualtat de Jensen
En matemàtiques, la desigualtat de Jensen per funcions convexes relaciona el valor que assigna a una integral amb la integral d'aquesta mateixa funció permutant, per dir-ho així, la funció i la integral. Va ser provada pel matemàtic danès Johan Jensen el 1906. Donada la seva generalitat, la desigualtat apareix en múltiples contextos.

## Formulació
En la seva formulació més simple, la desigualtat és la següent: una transformació convexa de la mitjana és menor o igual en valor que la mitjana d'una transformació convexa.

### Formulació finita
Donada una funció convexa φ, nombres  x   1 ,  x   2 , ...,  x    n   en el seu domini i pesos positius  a  i   es compleix que:
{\displaystyle \varphi \left({\frac {\sum a_{i}x_{i}}{\sum a_{i}}}\right)\leq {\frac {\sum a_{i}\varphi (x_{i})}{\sum a_{i}}}.}
Si els pesos  a  i   són tots iguals a 1, llavors
{\displaystyle \varphi \left({\frac {\sum x_{i}}{n}}\right)\leq {\frac {\sum \varphi (x_{i})}{n}}.}
Per exemple, com la funció-log ( x ) és convexa, la desigualtat anterior es pot concretar en
{\displaystyle {\frac {x_{1}+x_{2}+\cdots +x_{n}}{n}}\geq {\sqrt[{n}]{x_{1}x_{2}\cdots x_{n}}}.}

### Formulació probabilística (dins de la teoria de la mesura)
Sigui (Ω,  A ,  μ ) un espai mètric tal que μ (Ω) = 1. Si  g  és una funció real μ-integrable i φ una funció convexa en l'eix real, llavors:
{\displaystyle \varphi \left(\int _{\Omega }g\,d\mu \right)\leq \int _{\Omega }\varphi \circ g\,d\mu .}
En anàlisi real, pot ser necessària una estimació de
{\displaystyle \varphi \left(\int _{a}^{b}f(x)\,dx\right)}
on {\displaystyle a,b} són nombres reals i {\displaystyle f:[a,b]\to \mathbb {R} } és una funció real integrable. Llavors, reescalat, es pot aplicar la desigualtat de Jensen per obtenir
{\displaystyle \varphi \left(\int _{a}^{b}f(x)\,dx\right)\leq \int _{a}^{b}\varphi ((ba)f(x)){\frac {1}{b-a}}\,dx.}
La desigualtat de Jensen, usant la notació habitual en teoria de la probabilitat, pot reescriure així:
{\displaystyle \varphi \left(\mathbb {E} \{X\}\right)\leq \mathbb {E} \{\varphi (X)\}.}

## Aplicacions en casos especials

### Quan hi ha una funció de densitat
Si  f  ( x ) és una funció no negativa tal que
{\displaystyle \int _{-\infty }^{\infty }f(x)\,dx=1,}
 g  és una funció real qualsevol i φ és una funció convexa sobre el rang de  g , llavors
{\displaystyle \varphi \left(\int _{-\infty }^{\infty }g(x)f(x)\,dx\right)\leq \int _{-\infty }^{\infty }\varphi (g(x))f(x)\,dx.}
En cas que  g  sigui la funció identitat, s'obté
{\displaystyle \varphi \left(\int _{-\infty }^{\infty }x\,f(x)\,dx\right)\leq \int _{-\infty }^{\infty }\varphi (x)\,f(x)\,dx.}

### Física estadística
La desigualtat de Jensen té un paper important en física estadística quan la funció convexa és l'exponencial perquè llavors
{\displaystyle e^{\langle X\rangle }\leq \left\langle e^{X}\right\rangle }
fórmula en la qual els parèntesis angulars representen l'esperança respecte a la distribució de probabilitat de la variable aleatòria  X .

### Teoria de la informació
Si  p  ( x ) és la distribució de probabilitat veritable de  x  i  q  ( x ) és una altra distribució, aplicant la desigualtat a la variable aleatòria  I  ( x ) =  q  ( x )/ p  ( x ) i la funció φ ( i ) =-log ( i ) s'obté
{\displaystyle \mathbb {E} \{\varphi (Y)\}\geq \varphi (\mathbb {E} \{Y\})}
{\displaystyle \Rightarrow \int p(x)\log {\frac {p(x)}{q(x)}}\,dx\geq -\log \int p(x){\frac {q(x)}{p(x)}}\,dx}
{\displaystyle \Rightarrow \int p(x)\log {\frac {p(x)}{q(x)}}\,dx\geq 0}
{\displaystyle \Rightarrow -\int p(x)\log q(x)\,dx\geq -\int p(x)\log p(x)\,dx,}
que és l'anomenada desigualtat de Gibbs i està relacionada amb el fet que la longitud dels missatges és mínima quan es codifiquen en termes de la distribució veritable. Està relacionada amb el concepte de la divergència de Kullback-Leibler.